# Kiiki
Kiiki est une commune du Cameroun située dans la région du Centre et le département du Mbam-et-Inoubou, à 5 kilomètres de Bafia, le chef-lieu du département, et à 126 kilomètres de Yaoundé, la capitale du pays. C'est aussi un arrondissement.

## Population
Lors du recensement de 2005, la commune comptait 8 519 habitants.

## Chefferies traditionnelles
L'arrondissement compte deux chefferies traditionnelles de 2e degré reconnues par le ministère de l'administration du territoire et de la décentralisation :
- Canton Nkokoe
- Canton Gouifé

## Organisation
Outre Kiiki proprement dit, la commune comprend les villages suivants :
- Bep
- Bitang
- Biamesse
- Bougni à Mbang
- Bougni à Nfin
- Kipwo
- Mouken
- Mouko
- Ndiemi
- Ribang
- Roum
- Yakan

## Santé
Le Centre Médical d'Arrondissement est la principale structure sanitaire qui compte plusieurs médecins, entouré de 5 centres de santé intégrés (Biamesse, Bitang, Gouifé, Mouko, Roum et Yakan).